# 実況パワフルプロ野球2018
『実況パワフルプロ野球2018』（じっきょうパワフルプロやきゅう2018、JIKKYOU PAWAFURU PUROYAKYU 2018）は、コナミデジタルエンタテインメントより2018年4月26日に発売されたゲームソフト。日本プロ野球を題材にした野球ゲーム『実況パワフルプロ野球』シリーズの2018年版。略称は『パワプロ2018』。2019年4月23日のアップデートで2019年度版も配信された。
本記事では、2018年7月25日よりPlayStation Storeで配信開始された無料のゲームソフト『実況パワフルプロ野球 チャンピオンシップ2018』についても記述する。

## 概要
『実況パワフルプロ野球2016』以来2年ぶりとなるパワプロシリーズの新作。PlayStation 4、PlayStation Vita向けに発売された。PS4版にはVRに対応したモードも搭載される。PlayStation Vitaは2019年をもって生産終了となったため同機に対応したパワプロシリーズは本作が最後となった。
パッケージはクイーン・オブ・フェスティバル号の球場で大人数の観客の中、パワプロくんが打席に立ち、バットを掲げているもの。ちなみにパワプロくんの後ろにいる相手チームの捕手は、マイライフで登場するキャラクター「奥居」に似た顔となっている。また今作は「ペナント」「マイライフ」ともに、4年に1度「国際大会」が開催される。日本代表メンバーを招集して世界に挑める「ペナント」、公式戦で活躍して日本代表入りを目指す「マイライフ」の2つのモードで世界の強豪と対戦できるようになる。さらに「パワーアップしたパワフェスモード」として、新要素の豪華客船「クイーン・オブ・フェスティバル」が発表されている。
2017年12月7日に正式タイトルが発表された。
PlayStation Store限定のデジタルデラックス版はパワプロシリーズのBGMを200曲以上収録したダウンロードコンテンツがセットになっている。
2018年7月19日に、このソフトを使用した公式eスポーツイベント「eBASEBALL パワプロ・プロリーグ」がコナミと日本野球機構によって開催することが発表されている（#公式イベント参照）。
2018年12月3日、「PlayStation Awards 2018」にて本作が「Gold Prize」を受賞した。また、2019年度シーズンや新しいモードを遊ぶことができるVer1.10が2019年4月23日に無料配信された。

### 実況パワフルプロ野球 チャンピオンシップ2018
前作の無料版『実況パワフルプロ野球 チャンピオンシップ2017』の2018年度版と相当する作品。プレイ可能モードと12球団選手のデータの更新などの対応も前作と同様。

## 前作からの変更点・追加点
選手
- 試合中のモーションと新規フォームの追加。
- 新規の特殊能力・超特殊能力の追加。コリジョンルール関連・『パワプロアプリ』から移植された一部の特殊能力の名称・効果が変更された。
  - それに伴い、一部実在選手がコリジョンルール対応後の新能力を所持している（前作では、実在選手に限りコリジョンルール関連の特殊能力を非所持に変更されていた）。
- パワフェス、ペナントのオリジナル選手登録で登場するサクセス選手の登板・打席登場シーン付きのフォームや、試合中のボイスが設定可能になった。

試合・ルール
- 前作以上に守備能力が重要視されるようになった。
- AIの調整により、AIの打撃精度が選手の調子によって変化するようになった。
- アマチュア野球や国際試合のルール（タイブレーク、コールド、球数制限）に対応。
- 投球視点に新たに「フカン視点」を追加。
- リプレイ呼び出し機能の復活（監督試合・栄冠ナインではできない）。
- 2018年から新たに導入された申告敬遠に対応（ver.1.05以降）。

その他
- 実況者の追加。『実況パワフルプロ野球2010』から担当する堂前英男と前作のパワフェスモード、チャンピオンシップモード専用実況者の熱盛宗厚（声 - 金光宣明）に加え、新たに「パワプロチャンピオンシップス2017」で実況を担当した清水久嗣と、初期のパワプロシリーズで担当していた安部憲幸が追加された。安部は本作限りの復活となっている。
  - 実況者の変更は対戦モードとゲーム開始時のタイトルコールに限られる。チャンピオンシップモード、パワフェスモード、サクセスモード（最終戦のみ）の実況者は熱盛、それ以外の実況者は原則として堂前が行う。
  - 安部は本作発売前の2017年に逝去しているため、生前に収録された過去作の音声が使用されている[5]。そのため選手名の読み上げは安部担当時代に同じ読みの選手が『実況パワフルプロ野球2002春』までのNPBに在籍していた選手[6]か、当該作品のサクセス選手に限られている。また、ボールカウントの読み上げが安部のみストライク→ボールの順になっている[7]。
- 作成したオリジナル選手の画像書き出しに対応。応援歌同様パスワードの書き出しが廃止され、選手の情報が入った画像ファイルでやり取りできるようになった。
- シリーズ初となるPlayStation VR対応。対戦・ペナント・マイライフで遊ぶことができる。「VR観戦」では各球場の複数の視点から試合を観戦できる。
- 映像表現の強化。グラウンドの芝が立体化され、時間経過による太陽の動きが再現された（PS4版のみ）。
- サウンド設定で選手の動き、打球、審判音声といった効果音が「試合効果音」で統一された。
- 投手1～12名・野手9～16名だった一軍登録選手数が、投手1～18名・野手9～23名に変更。合計28名の範囲内で投手と野手の割合を変えられるようになった。
  - なお、実際のプロ野球では2019年度から1軍登録できる人数が29名に変更されているが、本作の2019年度版では未対応（28名のまま）。2019年度のLIVEシナリオにおいても、実際の試合では25名がベンチ入りしている場合でも24名までしか反映されておらず、誰か1人は必ず欠落している。
- 練習モードの打撃練習で投球コースをポーズメニューで指定、球種の変更が練習中でもできるようになった[8]（ver1.10～）。

## ペナント
本作では新要素として、以下の要素が登場した。
- 潜在能力：選手ごとに設定された達成条件をクリアすると潜在能力を開花させ、能力が上昇する。
- 疲労度：連続で出場を続けると疲労が蓄積し、実力が発揮できなくなったり、怪我が増えてしまう。
- 国際大会：4年に一度、オリンピックをモデルとした「インターナショナルベースボールカップ」とワールド・ベースボール・クラシックをモデルとした「ワールドチャンピオンシップベースボール」が開催される。

ほかにも、FA選手の年俸ランク、新たな特殊能力が追加された。

## マイライフ
本作では完全に新規から開始する「プロ野球人生編」、サクセスやパワフェスで作成した選手でプレイする「オリジナル選手編」、実在のプロ野球選手になりきる「憧れ現役選手編」の3つのモードが搭載。サクセスから登場する彼女キャラやマイライフ専用の彼女キャラも前作から一新された。ペナントで国際大会が追加されたことに伴い『PSP版実況パワフルプロ野球2010』のマイライフ以来、日本代表のメンバーになることも可能。またペナントと同様にオリジナル選手をドラフトに参加させて入団させることができるようにもなった（どの球団に行くかはランダム）。

## LIVEシナリオ
『プロ野球スピリッツ2015』で期間限定で配信された「プロ野球速報プレイ」モードのパワプロ版。
2018年度（ver1.10以降は2019年度）のペナントレースの試合結果をもとにしたシナリオが即日配信され、試合の勝敗を分けたターニングポイントを体験できる。さらに豊富なランキングが用意されており、シナリオのプレイ内容に応じてスコアが算出され全国のユーザーと競い合うことができる。

## サクセス
メインシリーズとしては『パワプロ2013』以来となる高校野球編。本作は「パワフル第二高校」「南国リゾート学園」「五竜郭高校」の三つのシナリオと短時間で選手を育成する「サクサクセス」を収録。
基本システムは『パワプロ2016』に準拠しているが、パワマップの仕様変更・イベントのスキップ機能の搭載などシステム面の見直し、キャラクターのアニメーションやボイスの搭載といった演出面の強化の他、一度発生したイベントを鑑賞できる「アルバム」モードが搭載されている。
『パワプロ2011』『2013』での高校野球編のシナリオは1年制のみだったが、今作では『パワポタ3』以前の作品と同様、複数年制のシナリオ（五竜郭高校のみ旧作同様に3年制、残り2シナリオは2年制）となった。ただしストーリーの設定の都合上、全シナリオ共に1年目は公式戦に出場できないため、パワフル第二高校と南国リゾート学園の2シナリオは3年目夏の大会のみ出場可能である。
前作のサクセス同様本編シナリオのキャラは一新されており、矢部明雄、ダイジョーブ博士と影山スカウトなどレギュラーキャラクターを除いて、ストーリー内で登場した過去作品のキャラは『2016』で初登場の出井田大輔のみ（ただし試合では対戦相手としてパワフェス内で登場の高校チームの選手と、最終戦のみ音声として出演の熱盛宗厚が登場する）。
これまでの高校野球編と異なり、選択可能な3校（パワフル第二高校、南国リゾート学園、五竜郭高校）はそれぞれ異なる地区に存在するため、選択しなかった高校は地方大会ではなく全国大会で戦うことになる。

### 登場人物（サクセス）

#### 彼女候補
3シナリオ共通の彼女兼マネージャー候補のキャラクター。マイライフにも彼女候補として登場する。
市枝 いちご（いちえ いちご）
声 - 内田真礼
バッティングセンター経営者の娘。
店を継いでくれる養子探しに執心している。気まぐれでやりたいことがコロコロ変わる。
マイライフではバッティングセンター社長として登場する。
若菜 初美（わかな はつみ）
声 - 田中あいみ
青春＝恋と甲子園と思っている、天真爛漫な女子高生。
マネージャーとしての能力は高く、運動神経も抜群。
マイライフでは事務職員として登場する。
榎下 舞那美（えのもと まなみ）
声 - 田中美海
通学しながら大工としても働く女の子。
手先が器用で、色々な物を修理する。男勝りでサバサバした性格。ラジオが好き。
マイライフでは建設会社勤務員として登場する。
咲須 かのん（さきす かのん）
声 - 本渡楓
吹奏楽部でサックスを頑張る天然女子。
レギュラーを目指し日々練習に打ち込んでいる。スイーツ好きだが、太ることは嫌がっている。
マイライフでは地元の大学生として登場する。

#### パワフル第二（パワフルだいに）高校
主人公は野球の実力こそ持つものの、人を見下す傲慢な性格で野球部の嫌われ者だった。だが、ある試合の事故で記憶と野球の実力を失った主人公は一から野球を鍛えなおし、チームメイトの信頼を得て、甲子園出場を目指す。
このシナリオのみ資金ではなく学力のメーターが設定され、学力が低いとイベント内容が不利になってしまう。
土中 実（つちなか まこと）
声 - 若林佑
主人公の同級生。投手。能力は平均的だが変化球が豊富でオリジナル変化球の「ラッカセイバー」を使う。
頬に落花生みたいな模様がある。
記憶喪失前の主人公が原因で部活が嫌になり休部している。
萬 半次（ばん はんじ）
声 - 外崎友亮
主人公の同級生。メインポジションは遊撃手だが、サブポジションで二塁手や三塁手も守れる。かなりの大柄。
練習をさぼってばかりいる。実は中学3年間の記憶がないため野球に対して前向きになれない。ふくよかな体格だが足は遅くなく守備も良い強打者。
諏訪野 聖人（すわの せいと）
声 - 永塚拓馬
主人公の一年後輩。メインポジションは捕手と外野手。能力は平均的に高い。
姉の君子と瓜二つの美少年。主人公の実力を高く買っており、甲子園に行くためには必要不可欠だと考えている。バナナが好き。
多目口 疾風（ためぐち はやて）
声 - 新田早規
主人公の二年後輩。ポジションは外野手。俊足で能力を上げると矢部よりも足が速くなる。
サッカー部所属で、矢部に負けないぐらい俊足が自慢。試合に負けると泣いて悔しがる勝ち気な性格。主人公とのテストか野球か足の速さの勝負で勝つと入部する。
名前の通りタメ口で先輩にも敬語を使わない。
波留寺 広（はるでら ひろし）
声 - 臼木健士朗
主人公の一年先輩で、野球部の前キャプテン。シナリオでは受験生。
温和な性格で皆に好かれているが、才能に惚れ込んだ主人公につきっきりのため受験勉強をしてるかどうか怪しい。
諏訪野 君子（すわの きみね）
声 - 松嵜麗
諏訪野聖人の姉。容姿は弟と瓜二つ。
ファンタジーやシュールな物を好む。人と話す時はキャラを演じる。好奇心旺盛で行動力が高い。
パワフル第二と南国リゾートのみマネージャーとして登場する。
彼女候補になることは無く南国リゾート学園編では鞍馬と恋仲になる。
大一万 大吉（だいいちまん だいきち）
声 - 櫛田泰道
同じ地区の佐和蟹商業高校のキャプテンで、ポジションは一塁手。パワーのある強打者。
主人公とは中学で同じ野球部だったが、犬猿の仲だった。彼が打った打球が主人公の頭に当たり、主人公の記憶が無くなった。そのことに責任を感じている。実家は薬局で、会うと回復アイテムなどを売ってくれる。

#### 南国リゾート学園（なんごくリゾートがくえん）
主人公は野球の才能を持ちながら、貧乏で高校に進学するお金がなかった。ある日、主人公は自分と瓜二つの容姿を持つ御曹司と出会い、彼と協力して入れ替わりの生活を送ることとなる。
このシナリオでは、野手サブポシを持つ投手（二刀流）しか育成できず、そのため投手・野手両方の練習ができ、試合の操作も投球・打席両方を行う。
花鳥 千香（かとり せんが）
声 - 飯田友子
主人公の同級生。南国リゾート学園野球部キャプテン。メインポジションは投手、サブポジションは一塁手。能力はコントロールと変化球が良い。
顔は主人公と瓜二つだがこちらの方が肌が白くえくぼがある。温和で気が弱く、すぐに誰かに頼るところがあるが、真面目でリーダー意識は強い。『パワプロ2022』でもアオハル学園編と千将高校編（条件として）登場する。
蒔田 牧人（まきた まきと）
声 - 花倉洸幸
主人公の一年後輩。メインポジションは捕手、サブポジションは外野手。能力は平均的だが特殊能力が多い。
大企業の社長の息子。目つきは悪いが、礼儀正しく温厚な性格。
尾梅 民夫（おうめ たみお）
声 - 石野竜三
主人公の同級生。ポジションは三塁手。
やせ細った顔をしており、感情が揺らぐと目が白くなったり、赤くなったりする。自分を悪魔の子と思っており、何かと奇抜な行動をとる。尾梅小雪は姉。
能力は全体的に高く、特にミートはA。しかし特殊能力に「ムード×」や「チャンスG」といった赤特が目立つ。
紅鶴 大斗（べにつる だいと）
声 - 中務貴幸
主人公の二年後輩。メインポジションは遊撃手、サブポジションは二塁手。能力はかなりミートが低いがとてもパワーがでかいといったいわゆるロマン砲。捕球も高い。ピンク色の髪が特徴。
かなりのパワーヒッターだが、過去の出来事から守備などのミスした練習から逃げる癖がある。
花鳥 風香（かとり ふうか）
声 - 日笠陽子
千香の母で、南国リゾート学園理事長兼南国リゾート開発社長。
20代にしか見えない美魔女。主人公にアルバイト先を斡旋してくれる。
条件を満たすとエピローグで主人公が風香のプライベートの秘書になることがあるが、マイライフへの引継ぎは不可能。
尾梅 小雪（おうめ こゆき）
声 - 塙真奈美
尾梅民夫の姉。「赤本ショップ」の店員。
自分を悪魔と思っている弟を心配している。かなりのドジっ子。見た目は民夫とそっくりだが実はメイクをしており素顔はかなりの美人。
南国リゾート学園編でのみ彼女兼マネージャーにすることができるが、引き続きが出来ない。
タムラくん2号
声 - 岩端卓也
最先端技術を詰め込んだ、野球練習専用ロボット。
関西弁で口が悪く、他人に敬遠されがち。人間扱いされないと怒る。
鞍馬 貴史（くらま たかふみ）
声 - 浜添伸也
同じ地区の海月学院(くらげがくいん)のキャプテン。ポジションは投手。オリジナル変化球の「クライダー」をもつ。外野もでき、野手能力も高い。日焼けしており肌が黒い。家が貧しくバイトで家計を支えている。プロの一流選手となり、世間の人々を見返したいと思っている。
アルバイト先で主人公と知り合うが、主人公が金持ち高校の南国リゾート学園所属と知り嫌悪してしまうが、地区大会決勝で勝てばその誤解が解ける。その後に評価によって高ランクのオリジナル変化球を習得できる。
シナリオエピローグでは君子と恋仲になる。

#### 五竜郭（ごりゅうかく）高校
かつての五竜郭高校は強豪校であったが、20年前の甲子園決勝に敗れてから低迷し、現在は廃部の危機に立たされていた。そんな時、20年前の野球部のキャプテンだったOBが監督に就任し、全国各地から集めた一年生を率いて甲子園を目指す。名前の由来は五稜郭から。
3年制シナリオであるため、練習とパワマップの進行可能回数が他2校より多い代わり、練習経験点が少なく、能力アップ時の必要経験点が増加している。
シナリオ進行中に彼女が作れないが、彼女候補毎に決められた条件を満たすとシナリオ終了後、五竜郭高校にある伝説の樹の下で告白イベントが起きる。
一刀 将（いっとう しょう）
声 - 藤井隼
主人公の同級生。ポジションは外野手。能力バランスがよく、ミートがずば抜けて高い。刀みたいな眉毛ど深青色の髪が特徴。
自分のことを「チャンピオン」という自信家。野球の才能はピカイチだが、女子を口説いてばかりいるため、部員からの心証は悪い。イベントでは強度のスランプに陥る。
小野分 虎文（おのわけ とらふみ）
声 - 田村睦心
主人公の一年後輩。ポジションは一塁手だが、イベントで投手以外のポジションにコンバートできる。黄色の長髪で髪を後ろで束ねている。能力はパワーが高いが、その他の能力は低い。主人公のことを「オヤビン」と呼ぶ。無理矢理懐いてくるが、憎めない性格。カラスが苦手。
九条 万能（くじょう ばんのう）
声 - 井上雄貴
主人公の二年後輩。ポジションは投手。能力は鍛えればすべて平均以上で特にスタミナが高い。ネギみたいな髪型が特徴。一語一語を伸ばす喋り方が特徴的。死んだ親友のために甲子園出場に拘っており主人公に中学の頃からつきまとう。高校に入る前は下手だったが、異常な練習で才能が開花した。
森 賢蔵（もり けんぞう）
声 - 松川央樹
五竜郭高校野球部監督。眼鏡をかけている。
20年前の甲子園準優勝時の主将で、主人公の父とバッテリーを組んでいた。
双三 遊一（ふたみ ゆういち）
声 - 佐治和也
五竜郭高校の用務員。購買部の店員もしている。野球部OBで決勝戦で決勝点を与えるエラーをしたことから「伝説のショート」と呼ばれていた。
出井田 文飛（でいた ふみと）
声 - 仲村宗悟
メガヒット工業野球部のキャプテン。ポジションは作中では投手から怪我で捕手になる。そのためデータもメインは捕手だが、高い投手能力も持っている。
なぜか頭に文鳥を飼っている。野球選手育成システム「出井田メソッド」を開発している。パワプロ2016に出た出井田大輔の弟。
覆水 武明（ふくみず たけあき）
声 - 山口智広
20年前に五竜郭高校を破った千秋楽高校のエースの息子。ポジションは投手・外野手。高速に曲がるオリジナル変化球「ブレッドシュート」を持つ。野手能力も一流。
パン屋の息子で、経営難の店の手伝いと練習に時間を取られているため常に寝不足。父親はかつて千秋楽学園高校の優勝投手で、監督として甲子園に7回出場している。パン屋としては最高級品種の材料を使うので経営難とのこと。母親はかつて森監督が告白して振られた女性。
幼少期から天才と言われる才能の持ち主。1年のころに転校。3年生の夏の甲子園決勝で千秋楽学園高校のエースとして主人公の前に立ちはばかる。

## パワフェス
前作から引き続き登場した試合育成モード。今回は豪華客船（後の『パワプロアプリ』のプレーできる高校「フリート高校」の本拠地でもある）「クイーン・オブ・フェスティバル号」が舞台である。
基本システムは『パワプロ2016』に準拠しているが、天候以外の試合条件・キャプテン以外の固有選手が仲間になる条件の変化と一部システムを見直した。
前作に登場しなかったチームと選手・マネージャーが追加され、前作『パワプロ2016』と『実況パワフルプロ野球 ヒーローズ』に登場した新チームも加え、200名以上のサクセスキャラが登場する。また、今回はどのチームにも属さない選手、プレイ中には加入できるもののプレイ開始時に助っ人選手として加入できない隠し選手も一部存在する。

### 登場人物（パワフェス）
パワプロくん
主人公。名前は自由に設定できる。パワフル高校の野球部員。
矢部の独断により、「パワフェスチャレンジャーズ」の一員としてパワフェスに参加する。
矢部 明雄（やべ あきお）
パワフル高校の野球部員。（主人公の事前同意を取った前）主人公と共に「パワフェスチャレンジャーズ」の一員を登録してパワフェスを参加する。
今回はヤンスタ（パワプロ世界内のソーシャルメディア）映えに興味があり、今回の男・矢部イベントに大きく関わる。
熱盛 宗厚（あつもり むねあつ）
声 - 金光宣明
パワフルTVの男性アナウンサー。前作のパワフェスモードから引き続きパワフルフェスティバルの実況を務める。
元高校球児であり、主人公率いるチャレンジャーズ贔屓の実況を行う。
今作の舞台と合わせ、船長風のコスチュームを付けるようになった（シナリオ冒頭のみとチャンピオンシップモードでは前作と同様）。さらにVer.1.05から、報道ステーションのコーナー「きょうの熱盛」とのコラボレーションイベントが追加された（オンライン接続が必須となるため、オンラインサービス終了となった現在は発生しない）。
響乃 こころ（ひびきの こころ）
声 - 永野愛理
『チャンピオンシップ2017』で初登場したパワフルTVの女性アナウンサー。
熱盛のアシスタントであり、インタビューなど取材活動の他、試合前のルーレットタイム（指名打者の有無、先攻・後攻、チャレンジャーズ勝利時補強可能人数の決定）のガイドを務める。
則出 郁三（のりで いくぞう）
パワフルTVのプロデューサー。宝探し目的として「クイーン・オブ・フェスティバル」上でパワフェスを開催した張本人。
熱盛とは大学時代のチームメイトでバッテリーを組んでいた。

### マネージャー
出場チームのマネージャーを仲間にし、クリアまたはゲームオーバーで選手登録後、再度開始時マネージャーを選択できるようになる。ただし、所属チームのマネージャーを選ぶとそのチームは登場しない。
本作のパワフェスで初登場のキャラは※表示。
三ツ沢 環（みつざわ たまき）※
本作の初期マネージャー。『実況パワフルプロ野球ポータブル4』で初出。
黒沢 愛（くろさわ あい）
仏契大学所属のマネージャー。『実況パワフルプロ野球6』で初出。
嵐山 美鈴（あらしやま みすず）
たんぽぽ製作所所属のマネージャー。『実況パワフルプロ野球'99開幕版』で初出。
四条 澄香（よじょう すみか）
あかつき大付属高校所属のマネージャー。『実況パワフルプロ野球9』で初出。
七瀬 はるか（ななせ はるか）
恋恋高校所属のマネージャー。『実況パワフルプロ野球9』で初出。
日和 ミヨ（ひより みよ）
神楽坂グループ所属のマネージャー。『実況パワフルプロ野球15』で初出。
エミリ＝池田＝クリスティン（えみり＝いけだ＝くりすてぃん）※
ワールド高校所属のマネージャー。『実況パワフルプロ野球2013』で初出。
明星 雪華（あけほし せつか）※
北雪高校所属のマネージャー。『パワプロアプリ』で初出。
氷上 聡里（ひかみ さとり）※
SG高校所属のマネージャー。『パワプロアプリ』で初出。
倉家 凪（くらや なぎ）※
支良州水産高校所属のマネージャー。『パワプロアプリ』で初出。
鴨川 しぐれ（かもがわ しぐれ）※
太平楽高校所属のマネージャー。『パワプロアプリ』で初出。
神良 美砂（かみら みさ）※
ヴァンプ高校所属のマネージャー。『パワプロアプリ』で初出。
木場 静火（きば しずか）※
覇堂高校所属のマネージャー。『パワプロアプリ』で初出。
虹谷 彩理（にじたに さいり）※
天空中央高校所属のマネージャー。『パワプロアプリ』で初出。
紺野 美崎（こんの みさき）
アナザーチャレンジャーズのマネージャーである前作の初期マネージャー。『実況パワフルプロ野球2013』で初出。
我間 摩夕（わがま まゆ）
3回戦、プロ野球レジェンズ勝利後、ある場所で仲間になってくれるマネージャー。『実況パワフルプロ野球11』で初出。
姫野 カレン（ひめの かれん）※
3回戦、プロ野球レジェンズ勝利後、ある場所で仲間になってくれるもう一人のマネージャー。『実況パワフルプロ野球7』で初出。

### 登場チーム
前作の最終戦登場チーム「ATSUMORIリベンジャーズ」が今作の最終戦登場チーム（後述）に引き継ぐ形として未登場以外、前作の登場チームがすべて続投した。また、有料DLCと無料アップデートとして追加された、他作品とのコラボレーションチームも存在する。
下記のチームからの登場選手以外、1回戦～3回戦で1点差に勝利した場合、ある地点でのイベントでは佐賀（『実況パワフルプロ野球3』が初出）かヴィクター・コールドバーグ（『実況パワフルメジャーリーグ』が初出）を仲間にすることができる。また、姫野カレンがマネージャーを務める時のみ、佐藤太郎（『実況パワフルプロ野球12』アカデミー編では、姫野カレンの別の姿）としてチャレンジャーズの選手を兼任する。
本作のパワフェス初登場のキャラ・チームは太字表示。
チーム名の右に※を付けた高校野球のチームはサクセスモードの対戦相手としても登場する。名将甲子園モードはコラボレーションチーム以外の全高校チームで登場の対戦相手としても登場したが、パワフェス内で高校チーム以外選手として登録されている選手たちは、過去のシリーズの高校野球チーム在籍歴によって当該チームに在籍する場合もある（例えば頑張パワフルズの東條小次郎と館西勉は、それぞれパワプロ13時の在籍高校の選手として登録されている）。
| チーム名               | 準拠作品             | キャプテン | 他加入可能メンバー                                | 備考 |
| ---------------------- | -------------------- | ---------- | ------------------------------------------------- | --- |
| 極亜久商業高校         | 5                    | 外藤侠二   |                                                   | |
| たんぽぽ製作所         | '99                  | 嶋田栄作   | 柴田軍平、反町三次、 嵐山美鈴（マネージャー）     | 前作同様、有田勉は登場しない。 |
| ドリル電器             | '99                  | 松倉宗光   | 香本富久雄                                        | 前作では2回戦の対戦チーム候補であった。 |
| 恋恋高校               | 9                    | 早川あおい | 七瀬はるか（マネージャー）                        | 前夜祭で早川あおいが登場した場合、2回戦までの対戦チーム候補に登場している。 |
| 河川敷ミラクルズ       | 12                   | 海野幸子   |                                                   | 前作同様、輝星也をはじめとした他チームのスカウト可能な選手は登場しない。 |
| バス停前高校           | 13                   | 田中山太郎 |                                                   | |
| 大漁水産高校           | 13                   | 松崎トミオ |                                                   | 前作では準決勝の対戦チーム候補であった。 |
| どすこい酒造           | 15                   | 田村       |                                                   | 前作では3回戦の対戦チーム候補であった。 |
| 白薔薇かしまし学園大学 | パワポタ4            | 涼風希望   | 矢部田亜希子、夏野向日葵、 黒珠真、星空星光       | |
| 聖ジャスミン学園       | 2013                 | 太刀川広巳 | 小鷹美麗、美籐千尋、大空美代子、川星ほむら        | 登場場面は小鷹が加わり、太刀川を活気付けている。 |
| ラグナロク分校※        | 2013                 | 火野勇太郎 | 水野魔太郎、草野剣太郎、鋼毅、矢部門竜雄          | |
| 激闘第一高校           | 2013                 | 鶴屋勝     | 少豪月剛                                          | 2013、パワプロアプリに登場した大塔俊一は登場しないが、名将甲子園モードでは選手として登録されている。 |
| パワフル高校           | パワプロアプリ       | 星井スバル | 宇渡幹久、小田切巧                                | 前作と同じく主人公の本来の所属チーム。 前夜祭で星井スバルが登場した状態で1回戦でパワフル高校と対戦しないと、星井スバルが行方をくらまし、決勝相手がアンドロメダ学園高校確定となる。 |
| SG高校※                | パワプロアプリ       | 桜ノ宮総司 | 伊貫大和、森河岳、 氷上聡里（マネージャー）       | 前作では3回戦の対戦チーム候補であった。 |
| ダン＆ジョン高校※      | パワプロアプリ       | 須藤零人   | バット＝円島、兼倉洋平                            | 試合BGMが「おまかせ」の場合は2016の試合BGMではなく、アプリ版のダン＆ジョン高校編の旧校舎戦闘態勢BGMが流れる。 |
| 北雪高校               | パワプロアプリ       | 美園千花   | 小嵐リョウ、八尺巫女子、 明星雪華（マネージャー） | |
| アマゾネス             | 2016、（ヒーローズ） | 佐菜あゆみ | 新島早紀、十六夜瑠菜                              | 十六夜はヒーローズ、2016（2017年度データ）の投手から本作オリジナル仕様の投手・外野手となり、外野手（Ver1.06より一定確率に先発投手）で起用される。 番堂長児は前作同様｢極亜久やんきーズ｣のキャプテンとして登場、小石川大太はパワプロショップで解禁されるため、このチームに登場しない。                                |
| 花ざかり高校           | ヒーローズ           | 桜沢樹     | 水無月要                                          | 桜沢の「ワンシーム」はサクスペ同様第1ストレート扱い。ヒーローズに登場した石神剣児、月山純は登場しない。 |
| 三船ドルフィンズ       | -                    | 茂野大吾   | 佐藤光、佐倉睦子                                  | Ver.1.05で追加した。『MAJOR 2nd』の主人公茂野大吾が率いるチーム。『パワプロアプリ』などの編成制限と同様、『ダイヤのA』の選手がチームにいる場合、このチームは登場しない。逆にこのチームと対戦した場合、2回戦以降の『ダイヤのA』のチームは登場しない。 佐倉睦子は投手で登録されており外野はサブポジ起用となっている。 |

| チーム名           | 準拠作品           | キャプテン | 他加入可能メンバー                                                                 | 備考 |
| ------------------ | ------------------ | ---------- | ---------------------------------------------------------------------------------- | --- |
| 仏契大学           | 6                  | 大豪月     | 非道、 黒沢愛（マネージャー）                                                      | |
| 極亜久やんきーズ   | 10                 | 番堂長児   | 半田小鉄、阿畑やすし、鷹野有紀                                                     | |
| イレブン工科大学   | 11                 | 橘みずき   | 仲居三太、軽井沢大輝、 石野まさ夫、波佐見駿一、紙山要                              | 前作では1回戦の対戦チーム候補であった。ただし、前夜祭で橘みずきが登場した場合、1回戦の対戦相手としても登場する。 前作同様、満田虎男と雪村征隆は登場しない。 |
| ミゾットスポーツ   | 12、（ヒーローズ） | 山口賢     | ブロンコ・リー、城井伯斎                                                           | ヒーローズをベースにしており、「2013」では芸農大学附属高校に所属している城井伯斎がこのチームに所属している。「12」の多賀望実は登場しない。 |
| ときめき青春高校※  | 2011               | 青葉春人   | 小山雅、西郷十三、茶来元気、鬼力剛、神宮寺光、稲田吾作、三森右京、三森左京         | |
| 文武高校※          | 2013               | 武秀英     | 鎌刈善二、古長衛士                                                                 | |
| 六面大学           | 2014               | 蝶野半四郎 | 六鹿陸                                                                             | 2014、ヒーローズに登場した辰猪一八は登場しない。六鹿のメインポジションは三塁手からサクスペ仕様の遊撃手となる。 |
| 支良州水産高校     | パワプロアプリ     | 真黒綱寛   | 須々木清吾、赤原勘八、 倉家凪（マネージャー）                                      | |
| 大筒高校           | パワプロアプリ     | 冴木創     |                                                                                    | |
| 太平楽高校※        | パワプロアプリ     | 浦賀有也   | 天城隼、諸井清和、 鴨川しぐれ（マネージャー）                                      | |
| 白轟高校           | パワプロアプリ     | 北斗八雲   |                                                                                    | |
| みわちゃんwithDB   | (2016)             | 実和男     | 灰谷充、純決太郎                                                                   | 2016の主人公チームの1つ「ドリームバックス」をベースとして、実和男が加わった混成チーム。 実のユニフォームのみ灰凶高校が使われているが、チームのユニフォームはドリームバックスで統一。 木良国育男は小石川同様パワプロショップで解禁されるため、登場しない。 |
| 古代大学           | ヒーローズ         | 掘杉等     | 雪野楓                                                                             | 名将甲子園モードでは「古代高校」という名義で登場し、プレイヤーとして使用可能なチームの一つとなった。 |
| 大江戸カーニバルズ | （ヒーローズ）     | 江戸川文楽 | ガルシア＝世良                                                                     | 「大江戸ファイヤーズ」をベースとして、｢熱風カーニバルズ｣のガルシア＝世良が加わった混成チーム。 ヒーローズに登場した｢大江戸ファイヤーズ｣の桐生景吾と成地英明、｢熱風カーニバルズ｣の静原冬威と亀梨怜音は登場しない。 |
| MAJOR高校選抜      | （パワプロアプリ） | 茂野吾郎   | 清水薫、ジョー・ギブソンJr.、佐藤寿也、眉村健、 草野秀明、清水大河、薬師寺、阿久津 | Ver.1.05で追加した隠しチーム。DLC「ブラバン楽曲「心絵」＋パワフェス「MAJOR高校選抜」チーム登場権セット」を購入にし、初期選手に『ダイヤのA』の選手を含まないと候補に載らない。またこのチームと対戦した場合、3回戦の候補の1つ稲城実業高校は登場しない。 海堂学園高校をベースとして、聖秀学院高校の選手とジョー・ギブソンJr.が加わった混成チーム。 選手能力はパワプロアプリがベースだが、茂野吾郎の所持球種がパワプロアプリの「ジャイロフォーク」ではなく「ジャイロボール」である。 試合BGMが「おまかせ」の場合は、通常対戦と同様にブラバン応援曲が流れる（攻撃時に「心絵」、守備時にパワプロの応援曲からランダム）。Ver.1.06以降は茂野に代わり、眉村が先発起用されることがある。 |
| 青道高校           | パワプロアプリ     | 沢村栄純   | 降谷暁、御幸一也、小湊春市、結城哲也、 倉持洋一、伊佐敷純、増子透、小湊亮介        | Ver.1.12で追加した隠しチーム。DLC「Go EXCEED!!＋パワフェス「青道高校」チーム登場権セット」を購入にし、『MAJOR』か『MAJOR 2nd』の選手を含まないと候補に載らない。 |

| チーム名                 | 準拠作品                 | キャプテン                    | 他加入可能メンバー                                                   | 備考 |
| ------------------------ | ------------------------ | ----------------------------- | -------------------------------------------------------------------- | --- |
| するめ大学               | 6など                    | 田中まさる                    | 鮫島粂太郎、乙女、九州、猿、 ザンス、村雨、球三郎、天王寺            | 前作では2回戦の対戦チーム候補であった。 |
| ドラフ島連合チーム       | 8                        | パピヨン                      | DJB-78、ミッキー・バーミリオン                                       | 前作では準決勝の対戦チーム候補であった。 |
| あかつき大付属高校       | 9など                    | 猪狩守/アフロ猪狩             | 猪狩進 四条澄香（マネージャー）                                      | 今作では九十九宇宙はあかつき大付属高校OBのメンバーとして登場するため、このチームに登場しない。 前夜祭で猪狩守が登場した場合、1回戦からの対戦チーム候補に登場している。その状態で3回戦まであかつき大付属高校と対戦しないと猪狩守がアフロ猪狩にパワーアップし、準決勝の対戦チーム候補に登場する。 名将甲子園モードでは同チームはアプリ版近い仕様となり、後述のあかつき大付属高校OB全員もこのチームに所属している。 |
| 灰凶高校※                | 13                       | ゴウ                          | 井筒哀樹、御宝金太郎、 怒拳礼次、楽垣吾助、 須神絵久（マネージャー） | 前作では2回戦の対戦チーム候補であった。 チームキャプテンのゴウは三塁手で登場。 実和男は「みわちゃん with DB」でキャプテンとして登場する為、サクセス・パワフェスともこのチームに登場しない。 |
| 頑張パワフルズ           | 14                       | 福家花男                      | 東條小次郎、館西勉                                                   | 前作では2回戦の対戦チーム候補であった。 |
| 神楽坂グループ           | (15)                     | 神楽坂光彦                    | 六道聖、 日和ミヨ（マネージャー）                                    | 前作のパワフェス（サクセス）をベースにしており、前作同様腰巾着男は登場しない。 |
| 四神黄龍高校             | 2011                     | 朱雀南赤                      |                                                                      | 前作では準決勝の対戦チーム候補であった。 |
| くろがね商業高校※        | パワプロアプリ           | 大鐘餅太郎                    | 銭形乱蔵、宝塚月斗、祝井幸吉                                         | 今作の舞台設定により、2016とヒーローズでの登場場面が異なり、高級車ではなく、高級プレミアム座席から大鐘が登場するよう変更された。帽子はアプリ版仕様から、2013の円型に戻った。 |
| ヴァンプ高校             | パワプロアプリ           | 灰塚朔夜                      | 内藤明瑠、史門泰司、 神良美砂（マネージャー）                        | |
| 覇堂高校※                | パワプロアプリ           | 木場嵐士                      | 金原いずる、水島忍、 木場静火（マネージャー）                        | |
| ブレインマッスル高校※    | パワプロアプリ           | 一条一輝                      | 尾根瑛人、納見新造                                                   | |
| プロ野球レジェンズ       | 2016、（パワプロアプリ） | 不明                          |                                                                      | 前作から引き続き登場した隠しチーム。 今作では2000年代以降に活躍しているAチームと1990年代以前に活躍しているBチームの2パターンが用意された、どちらが登場するかは原則上ランダム。 また、パワプロ大使兼北雪高校編プロデューサーである田中将大関連の隠しパラメータ「エアロスプリット」を用意され、北雪高校のキャプテン美園千花がいると、相手が「エアロスプリットを持ち田中将大が率いるAチーム」となる。 試合前にある地点に通う状態でレジェンズ戦勝利後、その地点での追加イベントで姫野カレン（佐藤太郎）か我間摩夕を仲間にすることができる。 |
| アナザーチャレンジャーズ | -                        | ニセプロ （主人公と同姓同名） | 矢倍萌雄、 紺野美崎（マネージャー）                                  | 13「灰凶高校」編の西強高校の追加選手をベースにした、前作の初期マネージャー紺野美崎も加わったもう1つの隠しチーム、美崎以外のキャラを初期マネージャーにし、1回戦、2回戦で1点差に勝利しないと候補に載らない。 ニセプロのポジション・変化球球種・特殊能力が主人公のものと同一だが、その他ステータスが主人公よりやや高い。 「パワフルTVのスタッフの手配ミスによりもう1つのチームとして特別参加許可を与える」という設定上、2人とも初期メンバー登録が不可であるが、他の隠しキャラと異なり、矢倍のみ育成可能キャラ扱いとなっている。            |
| 稲城実業高校             | パワプロアプリ           | 成宮鳴                        | 神谷カルロス俊樹、 白河勝之、多田野樹                                | Ver.1.12で追加した、『ダイヤのA』からのライバルチーム。 『パワプロアプリ』などの編成制限と同様、『MAJOR』か『MAJOR 2nd』の選手がチームにいる場合、このチームは候補に載らない。 |

| チーム名               | 準拠作品                  | キャプテン                     | 他加入可能メンバー | 備考 |
| ---------------------- | ------------------------- | ------------------------------ | --- | --- |
| 帝王実業高校※          | 13                        | 友沢亮                         | 久遠ヒカル、猛田慶次、蛇島桐人、犬河和音、猫神優                                                                                           | イベントにより他の回戦にも登場する場合もある。 |
| シャイニングバスターズ | 14                        | 鈴本大輔                       | | 前作では3回戦の対戦チーム候補であった。 |
| 神帝学園高校           | パワポタ3                 | グラビトン新井                 | | |
| オール海東学院         | （パワポタ3、 パワポタ4） | 樽本有太                       | 鈴姫健太郎、渋谷秀喜 | パワポタ3の「海東学院高校」をベースにして、パワポタ4「海東学院大学」編の渋谷秀喜が加わった混成チーム。 チーム名は本作オリジナルだがユニフォームはパワポタ時のものと同一。 ヒーローズでの渋谷が使用していたバットは金属から木製になっている。 |
| ワールド高校※          | 2013                      | マキシマム＝池田＝クリスティン | ヤーベン・ディヤンス、アルヴィン・ロックハート、 ギャネンドラ・バッタライ、ナヌーク・アキアック エミリ＝池田＝クリスティン（マネージャー） | 前作では3回戦の対戦チーム候補であった。 前作同様、カレタカは登場しない。 |
| 壱流大学               | 2014                      | 雷轟遙登                       | 暮羽鋭次、風薙豹 | 前作では3回戦の対戦チーム候補であった。 |
| 瞬鋭高校※              | パワプロアプリ            | 烏丸剛充                       | 才賀侑人、小平陽向 | |
| ギガバイツ3.0          | （2016）                  | 出井田大輔                     | 雲海和也、東推八 | 「ギガバイツ」をベースにして、｢星英アスリート｣の雲海和也と｢イージス銀行｣の東推八が加わった混成チーム。 ユニフォームはギガバイツのものだが、雲海と東のみ、ギガバイツではなく元のチームのユニフォームを使用する。                              |
| あかつき大付属高校OB   | 2016、(ヒーローズ)        | 一ノ瀬塔哉                     | 二宮瑞穂、三本松一、四条賢二、五十嵐権三、六本木優希、七井=アレフト、八嶋中、九十九宇宙                                                    | 九十九宇宙の在籍チーム変更により、今作では同一プレイであかつき大付属高校とあかつき大付属高校OBが出現することができる。 |

| チーム名              | 準拠作品       | キャプテン           | 他加入可能メンバー                          | 備考 |
| --------------------- | -------------- | -------------------- | ------------------------------------------- | --- |
| アンドロメダ学園高校※ | （5など）      | 大西＝ハリソン＝筋金 | 神高龍、嵐丸士朗、(暗黒スバル)              | 今までのシリーズ作品の「アンドロメダ学園高校」の混成チーム。 前述の星井スバルのイベントが発生した場合のみ、星井スバルが暗黒スバルとしてこのチームに登場する（それ以外では登場しない）。 サクセスと名将甲子園ではパワフェスと同様。大西、神高、嵐丸3人がメンバー入りしている。 |
| 黒獅子重工            | '99、(15)      | 社長                 | 部長                                        | 固有選手のラインアップは15の時とほぼ同一。 |
| レッドエンジェルズ    | 10             | 神童裕二郎           | ボーマン・バンガード、テリー・マイルマン    | バンガードは2012パワスタおよびパワプロスタジアムでは「ボーマン」名義だったが、本作では表記、音声は「バンガード」に統一される。 |
| 西強大学              | 2014           | 滝本太郎             | 久方怜、城山剣一、清本和重、堺住吉          | |
| 天空中央高校※         | パワプロアプリ | 虹谷誠               | 神成尊、東雲翔也、 虹谷彩理（マネージャー） | |

| チーム名             | 準拠作品 | キャプテン     | 他加入可能メンバー | 備考 |
| -------------------- | -------- | -------------- | ------------------ | --- |
| HIBIKINOセイレーンズ | -        | クイーンココロ |                    | 則出郁三の航海ノートにより、セイレーンに取り憑かれた響乃こころが率いるチーム。 前作の「ATSUMORIリベンジャーズ」と同様、クイーンココロ以外の選手は1回戦～準決勝のチームの選手の中、仲間になった選手以外の選手から選出された。 同試合に限り、熱盛宗厚が選手としてパワフェスチャレンジャーズに加入し、対クイーンココロの専用対峙シーンも投打2種類用意されている。 |

## チャレンジ
今回新たに搭載されたモード。
各モードでプレイした自分のプレイ記録を詳細に確認することができる。一定の条件をクリアすると報酬としてアイテムが入手できる。

## 名将甲子園
Ver1.10で追加されたモード。追加時にオンライン接続が必須だったが、オンラインサービス終了となった現在ではシナリオのみを（オフラインで）プレイ可能。
基本無料でPlayStation Plusに登録していなくてもプレイできるが、ゲーム内アイテム課金が存在する。
高校野球部の監督として過去のサクセスに登場した選手を入部させ、甲子園優勝を目指す。栄冠ナインとは違い3年間しかプレイできず、育成システムが異なる、試合を一定回数のみ手動操作できるなどシステム面でも差別化されている。
登場するサクセスキャラクターは『パワプロ2012』に搭載されていた「パワスタ」のカードイラストから引き続き、アプリ版およびサクスペでも使用されていた、キャラデザインのままであるが、後日配信された、「帝王実業高校編」、「古代高校編」にて、長らくパワフル高校のユニフォームカラーのみが採用されていた、星井、宇渡、小田切を始め、白ユニフォームグラフィックでのサクセスキャラクター達が、帝王実業のユニフォームに合わせた新規の黒地、古代高校では茶色地仕様で反映されている。

## 音声出演
実況
堂前英男
清水久嗣
金光宣明（熱盛宗厚 役）
安部憲幸
- 場内音声

梅田ひでみ
中野耕史

## 収録選手について

### 選手
初期データにおける収録選手は、パワプロ2018公式サイトによれば「2018年1月10日時点の新規入団・退団情報に基づく支配下登録全選手（育成枠で契約している選手を除く）」とされ、それ以降に起きた以下の選手のトレード移籍、入退団および育成からの支配下登録は初期データでは反映されていない。
また2019年度版については、2019年4月23日に配信されたアップデートで2019年1月8日時点での新規入退団情報に基づく支配下登録全選手（育成枠で契約している選手を除く）が収録されており、それ以降に起きた以下の選手のトレード移籍、入退団および育成からの支配下登録は2019年4月23日配信のデータでは反映されていない。
なお、東北楽天ゴールデンイーグルスの監督梨田昌孝が2018シーズン途中に辞任しているが、2018年版では反映されていない。

#### アップデートの実施状況
- 2018年4月26日(発売日当日)のアップデートで、3月9日までに公示された入団選手(育成からの支配下登録1人を含む)11名と、退団選手1名[22]が反映された（退団選手は選手データの「フリー」枠に移動している。以下同様）。
- 2018年7月12日のアップデートで、3月10日から5月8日までに公示された支配下登録選手8名と成立トレード2件が反映され、OB選手が1名追加されている。
- 2018年9月13日のアップデートで、5月9日から7月31日までに公示された支配下登録選手22名と成立トレード5件、退団選手4名が反映された。
- 2018年11月1日のアップデートで、10月5日に公示された退団選手1名が反映され、全選手の2018年シーズン終了時のデータが更新された。
- 2019年4月23日、2019年度版が配信開始。2019年1月8日時点の入退団情報に基づく支配下登録全選手が反映された（この表では同日のアップデートで反映されていない選手のみ2019年度版の項に列挙している）。
- 2019年6月13日のアップデートで、3月29日までに公示された入団選手(育成からの支配下登録4人を含む)9名と成立トレード1件が反映された。
- 2019年8月2日のアップデートで、3月30日から5月2日までに公示された育成からの支配下登録選手1名が反映された。
- 2019年9月19日、5月3日から7月31日までに公示された入団選手（育成からの支配下登録14人を含む）19名と成立トレード5件、8月7日までの退団選手3名が反映された。
- 2019年10月25日のアップデートで、全選手の2019年シーズン終了時のデータが更新された。

##### トレードされた選手
| NPB公示日     | 移籍元球団                   | 選手名             | ⇒          | 移籍先球団                   | ゲームでの反映日 | 備考                 |
| 2018年度版    | 2018年度版                   | 2018年度版         | 2018年度版 | 2018年度版                   | 2018年度版       | 2018年度版           |
| ------------- | ---------------------------- | ------------------ | ---------- | ---------------------------- | ---------------- | -------------------- |
| 2018年3月16日 | 埼玉西武ライオンズ           | 岡本洋介           | ⇒          | 阪神タイガース               | 2018年7月12日    | 交換トレード         |
| 2018年3月16日 | 阪神タイガース               | 榎田大樹           | ⇒          | 埼玉西武ライオンズ           | 2018年7月12日    | 交換トレード         |
| 2018年4月19日 | 北海道日本ハムファイターズ   | 市川友也           | ⇒          | 福岡ソフトバンクホークス     | 2018年7月12日    | 金銭トレード         |
| 2018年7月11日 | オリックス・バファローズ     | 伊藤光             | ⇒          | 横浜DeNAベイスターズ         | 2018年9月13日    | 交換トレード（2対2） |
| 2018年7月11日 | オリックス・バファローズ     | 赤間謙             | ⇒          | 横浜DeNAベイスターズ         | 2018年9月13日    | 交換トレード（2対2） |
| 2018年7月11日 | 横浜DeNAベイスターズ         | 白崎浩之           | ⇒          | オリックス・バファローズ     | 2018年9月13日    | 交換トレード（2対2） |
| 2018年7月11日 | 横浜DeNAベイスターズ         | 髙城俊人           | ⇒          | オリックス・バファローズ     | 2018年9月13日    | 交換トレード（2対2） |
| 2018年7月23日 | 中日ドラゴンズ               | 小川龍也           | ⇒          | 埼玉西武ライオンズ           | 2018年9月13日    | 金銭トレード         |
| 2018年7月25日 | 福岡ソフトバンクホークス     | 曽根海成           | ⇒          | 広島東洋カープ               | 2018年9月13日    | 交換トレード         |
| 2018年7月25日 | 広島東洋カープ               | 美間優槻           | ⇒          | 福岡ソフトバンクホークス     | 2018年9月13日    | 交換トレード         |
| 2018年7月27日 | 阪神タイガース               | 松田遼馬           | ⇒          | 福岡ソフトバンクホークス     | 2018年9月13日    | 交換トレード         |
| 2018年7月27日 | 福岡ソフトバンクホークス     | 飯田優也           | ⇒          | 阪神タイガース               | 2018年9月13日    | 交換トレード         |
| 2018年7月27日 | 千葉ロッテマリーンズ         | 藤岡貴裕           | ⇒          | 北海道日本ハムファイターズ   | 2018年9月13日    | 交換トレード         |
| 2018年7月27日 | 北海道日本ハムファイターズ   | 岡大海             | ⇒          | 千葉ロッテマリーンズ         | 2018年9月13日    | 交換トレード         |
| 2019年度版    |                              |                    |            |                              |                  |                      |
| 2019年3月29日 | 東北楽天ゴールデンイーグルス | 濱矢廣大           | ⇒          | 横浜DeNAベイスターズ         | 2019年6月13日    | 交換トレード         |
| 2019年3月29日 | 横浜DeNAベイスターズ         | 熊原健人           | ⇒          | 東北楽天ゴールデンイーグルス | 2019年6月13日    | 交換トレード         |
| 2019年6月28日 | 北海道日本ハムファイターズ   | 鍵谷陽平           | ⇒          | 読売ジャイアンツ             | 2019年9月19日    | 交換トレード（2対2） |
| 2019年6月28日 | 北海道日本ハムファイターズ   | 藤岡貴裕           | ⇒          | 読売ジャイアンツ             | 2019年9月19日    | 交換トレード（2対2） |
| 2019年6月28日 | 読売ジャイアンツ             | 吉川光夫           | ⇒          | 北海道日本ハムファイターズ   | 2019年9月19日    | 交換トレード（2対2） |
| 2019年6月28日 | 読売ジャイアンツ             | 宇佐見真吾         | ⇒          | 北海道日本ハムファイターズ   | 2019年9月19日    | 交換トレード（2対2） |
| 2019年7月2日  | オリックス・バファローズ     | 松葉貴大           | ⇒          | 中日ドラゴンズ               | 2019年9月19日    | 交換トレード（2対2） |
| 2019年7月2日  | オリックス・バファローズ     | 武田健吾           | ⇒          | 中日ドラゴンズ               | 2019年9月19日    | 交換トレード（2対2） |
| 2019年7月2日  | 中日ドラゴンズ               | 松井雅人           | ⇒          | オリックス・バファローズ     | 2019年9月19日    | 交換トレード（2対2） |
| 2019年7月2日  | 中日ドラゴンズ               | 松井佑介           | ⇒          | オリックス・バファローズ     | 2019年9月19日    | 交換トレード（2対2） |
| 2019年7月2日  | 中日ドラゴンズ               | スティーブン・モヤ | ⇒          | オリックス・バファローズ     | 2019年9月19日    | 金銭トレード         |
| 2019年7月4日  | 東北楽天ゴールデンイーグルス | 三好匠             | ⇒          | 広島東洋カープ               | 2019年9月19日    | 交換トレード         |
| 2019年7月4日  | 広島東洋カープ               | 下水流昂           | ⇒          | 東北楽天ゴールデンイーグルス | 2019年9月19日    | 交換トレード         |
| 2019年7月5日  | 千葉ロッテマリーンズ         | 高野圭佑           | ⇒          | 阪神タイガース               | 2019年9月19日    | 交換トレード         |
| 2019年7月5日  | 阪神タイガース               | 石崎剛             | ⇒          | 千葉ロッテマリーンズ         | 2019年9月19日    | 交換トレード         |
| 2019年7月8日  | 東北楽天ゴールデンイーグルス | 古川侑利           | ⇒          | 読売ジャイアンツ             | 2019年9月19日    | 交換トレード         |
| 2019年7月8日  | 読売ジャイアンツ             | 和田恋             | ⇒          | 東北楽天ゴールデンイーグルス | 2019年9月19日    | 交換トレード         |

##### 収録漏れ選手
| NPB公示日             | 球団                     | 選手名                           | ゲームでの反映日 | 備考                           |
| 2018年度版            | 2018年度版               | 2018年度版                       | 2018年度版       | 2018年度版                     |
| --------------------- | ------------------------ | -------------------------------- | ---------------- | ------------------------------ |
| 2018年1月15日獲得発表 | 千葉ロッテマリーンズ     | タナー・シェッパーズ             | 2018年4月26日    |                                |
| 2018年1月16日獲得発表 | 読売ジャイアンツ         | テイラー・ヤングマン             | 2018年4月26日    |                                |
| 2018年1月23日獲得発表 | 中日ドラゴンズ           | 松坂大輔                         | 2018年4月26日    |                                |
| 2018年1月31日         | 千葉ロッテマリーンズ     | 涌井秀章                         | 2018年4月26日    | FA残留                         |
| 2018年2月5日          | 東京ヤクルトスワローズ   | 青木宣親                         | 2018年4月26日    | 初期データではOBとして収録     |
| 2018年2月16日         | 千葉ロッテマリーンズ     | フランシスコ・ペゲーロ           | 2018年4月26日    | 6月29日に退団。                |
| 2018年2月16日         | 千葉ロッテマリーンズ     | 李杜軒                           | 2018年4月26日    |                                |
| 2018年2月16日         | 千葉ロッテマリーンズ     | 大隣憲司                         | 2018年4月26日    |                                |
| 2018年2月16日         | 福岡ソフトバンクホークス | ジュリスベル・グラシアル         | 2018年4月26日    |                                |
| 2018年3月9日          | 読売ジャイアンツ         | 上原浩治                         | 2018年4月26日    | 初期データではOBとして収録     |
| 2018年5月15日         | 埼玉西武ライオンズ       | デュアンテ・ヒース               | 2018年9月13日    |                                |
| 2018年6月18日         | 阪神タイガース           | エフレン・ナバーロ               | 2018年9月13日    |                                |
| 2018年6月29日         | 東京ヤクルトスワローズ   | ジェイソン・ウルキデス           | 2018年9月13日    |                                |
| 2018年7月3日          | 広島東洋カープ           | ジョニー・ヘルウェグ             | 2018年9月13日    |                                |
| 2018年7月5日          | 横浜DeNAベイスターズ     | 中後悠平                         | 2018年9月13日    |                                |
| 2018年7月9日          | オリックス・バファローズ | 岩本輝                           | 2018年9月13日    |                                |
| 2018年7月11日         | オリックス・バファローズ | ドン・ローチ                     | 2018年9月13日    |                                |
| 2018年7月17日         | 福岡ソフトバンクホークス | アリエル・ミランダ               | 2018年9月13日    |                                |
| 2018年7月26日         | 中日ドラゴンズ           | ジョエリー・ロドリゲス           | 2018年9月13日    |                                |
| 2018年7月31日         | 埼玉西武ライオンズ       | カイル・マーティン               | 2018年9月13日    |                                |
| 2019年度版            |                          |                                  |                  |                                |
| 2019年1月13日獲得発表 | 千葉ロッテマリーンズ     | ブランドン・マン                 | 2019年6月13日    |                                |
| 2019年1月15日獲得発表 | オリックス・バファローズ | タイラー・エップラー             | 2019年6月13日    |                                |
| 2019年1月30日         | 東京ヤクルトスワローズ   | 五十嵐亮太                       | 2019年6月13日    |                                |
| 2019年2月1日          | 千葉ロッテマリーンズ     | ブランドン・レアード             | 2019年6月13日    |                                |
| 2019年2月6日          | オリックス・バファローズ | 成瀬善久                         | 2019年6月13日    |                                |
| 2019年6月3日          | 福岡ソフトバンクホークス | カーター・スチュワート・ジュニア | 2019年9月19日    |                                |
| 2019年6月7日          | 横浜DeNAベイスターズ     | サミー・ソリス                   | 2019年9月19日    |                                |
| 2019年6月27日         | 読売ジャイアンツ         | ルビー・デラロサ                 | 2019年9月19日    |                                |
| 2019年7月12日         | 阪神タイガース           | ヤンハービス・ソラーテ           | 2019年9月19日    | 9月9日に契約解除した為、フリー |
| 2019年7月26日         | 千葉ロッテマリーンズ     | レオネス・マーティン             | 2019年9月19日    |                                |

| NPB公示日     | 球団                         | 選手名                                   | ゲームでの反映日 | 備考       |
| 2018年度版    | 2018年度版                   | 2018年度版                               | 2018年度版       | 2018年度版 |
| ------------- | ---------------------------- | ---------------------------------------- | ---------------- | ---------- |
| 2018年1月12日 | 横浜DeNAベイスターズ         | 笠井崇正                                 | 2018年4月26日    |            |
| 2018年3月19日 | オリックス・バファローズ     | 榊原翼                                   | 2018年7月12日    |            |
| 2018年3月20日 | 東京ヤクルトスワローズ       | 大村孟                                   | 2018年7月12日    |            |
| 2018年3月20日 | 東京ヤクルトスワローズ       | 田川賢吾                                 | 2018年7月12日    |            |
| 2018年3月23日 | 中日ドラゴンズ               | 木下雄介                                 | 2018年7月12日    |            |
| 2018年3月23日 | 読売ジャイアンツ             | 高木京介                                 | 2018年7月12日    |            |
| 2018年3月27日 | 福岡ソフトバンクホークス     | 堀内汰門                                 | 2018年7月12日    |            |
| 2018年4月19日 | 中日ドラゴンズ               | ライデル・マルティネス                   | 2018年7月12日    |            |
| 2018年5月5日  | 東北楽天ゴールデンイーグルス | 久保裕也                                 | 2018年7月12日    |            |
| 2018年5月20日 | 広島東洋カープ               | ヘロニモ・フランスア                     | 2018年9月13日    |            |
| 2018年6月16日 | 読売ジャイアンツ             | サムエル・アダメス                       | 2018年9月13日    |            |
| 2018年7月9日  | 読売ジャイアンツ             | クリストファー・クリソストモ・メルセデス | 2018年9月13日    |            |
| 2018年7月19日 | 中日ドラゴンズ               | 福敬登                                   | 2018年9月13日    |            |
| 2018年7月27日 | 東北楽天ゴールデンイーグルス | 石橋良太                                 | 2018年9月13日    |            |
| 2018年7月27日 | 読売ジャイアンツ             | ホルヘ・マルティネス                     | 2018年9月13日    |            |
| 2018年7月30日 | 東京ヤクルトスワローズ       | 古野正人                                 | 2018年9月13日    |            |
| 2018年7月30日 | 福岡ソフトバンクホークス     | 大竹耕太郎                               | 2018年9月13日    |            |
| 2018年7月30日 | 阪神タイガース               | 歳内宏明                                 | 2018年9月13日    |            |
| 2018年7月31日 | 横浜DeNAベイスターズ         | 田村丈                                   | 2018年9月13日    |            |
| 2018年7月31日 | 読売ジャイアンツ             | 松原聖弥                                 | 2018年9月13日    |            |
| 2018年7月31日 | オリックス・バファローズ     | 佐野皓大                                 | 2018年9月13日    |            |
| 2019年度版    |                              |                                          |                  |            |
| 2019年3月4日  | 読売ジャイアンツ             | 坂本工宜                                 | 2019年6月13日    |            |
| 2019年3月22日 | 東北楽天ゴールデンイーグルス | ルイス・ヒメネス                         | 2019年6月13日    |            |
| 2019年3月26日 | 福岡ソフトバンクホークス     | 周東佑京                                 | 2019年6月13日    |            |
| 2019年3月26日 | 福岡ソフトバンクホークス     | 川原弘之                                 | 2019年6月13日    |            |
| 2019年5月2日  | オリックス・バファローズ     | 張奕                                     | 2019年8月2日     |            |
| 2019年6月10日 | 読売ジャイアンツ             | 加藤脩平                                 | 2019年9月19日    |            |
| 2019年6月24日 | 福岡ソフトバンクホークス     | オスカー・コラス                         | 2019年9月19日    |            |
| 2019年6月27日 | 埼玉西武ライオンズ           | 齊藤誠人                                 | 2019年9月19日    |            |
| 2019年7月5日  | 読売ジャイアンツ             | 山下航汰                                 | 2019年9月19日    |            |
| 2019年7月10日 | 広島東洋カープ               | エマイリン・モンティージャ               | 2019年9月19日    |            |
| 2019年7月16日 | 横浜DeNAベイスターズ         | 中川虎大                                 | 2019年9月19日    |            |
| 2019年7月25日 | オリックス・バファローズ     | 神戸文也                                 | 2019年9月19日    |            |
| 2019年7月25日 | オリックス・バファローズ     | 本田仁海                                 | 2019年9月19日    |            |
| 2019年7月26日 | 読売ジャイアンツ             | 堀岡隼人                                 | 2019年9月19日    |            |
| 2019年7月29日 | 東北楽天ゴールデンイーグルス | 寺岡寛治                                 | 2019年9月19日    |            |
| 2019年7月29日 | 東北楽天ゴールデンイーグルス | 由規                                     | 2019年9月19日    |            |
| 2019年7月29日 | 広島東洋カープ               | フアン・サンタナ                         | 2019年9月19日    |            |
| 2019年7月30日 | 阪神タイガース               | 片山雄哉                                 | 2019年9月19日    |            |
| 2019年7月31日 | 東北楽天ゴールデンイーグルス | ルシアノ・フェルナンド                   | 2019年9月19日    |            |

##### 引退・退団選手
| NPB公示日     | 球団                     | 選手名                 | ゲームでの反映日 | 備考       |
| 2018年度版    | 2018年度版               | 2018年度版             | 2018年度版       | 2018年度版 |
| ------------- | ------------------------ | ---------------------- | ---------------- | ---------- |
| 2018年3月27日 | 福岡ソフトバンクホークス | 川﨑宗則               | 2018年4月26日    | 自由契約   |
| 2018年6月23日 | 千葉ロッテマリーンズ     | 大嶺翔太               | 2018年9月13日    | 任意引退   |
| 2018年6月27日 | 東京ヤクルトスワローズ   | ジョーダン・アルメンゴ | 2018年9月13日    | 自由契約   |
| 2018年7月6日  | 千葉ロッテマリーンズ     | フランシスコ・ペゲーロ | 2018年9月13日    | 自由契約   |
| 2018年7月7日  | 読売ジャイアンツ         | 柿澤貴裕               | 2018年9月13日    | 契約解除   |
| 2018年10月5日 | 埼玉西武ライオンズ       | ニール・ワグナー       | 2018年11月1日    | 自由契約   |
| 2019年度版    |                          |                        |                  |            |
| 2019年5月20日 | 読売ジャイアンツ         | 上原浩治               | 2019年9月19日    | 任意引退   |
| 2019年6月27日 | オリックス・バファローズ | ジョーイ・メネセス     | 2019年9月19日    | 契約解除   |
| 2019年8月7日  | 埼玉西武ライオンズ       | ファビオ・カスティーヨ | 2019年9月19日    | 契約解除   |

##### 追加されたOB選手
| 選手名     | 反映日        | 備考 |
| ---------- | ------------- | ---- |
| 若田部健一 | 2018年4月26日 |      |
| 松中信彦   | 2018年4月26日 |      |
| 大谷翔平   | 2018年7月12日 |      |

## 公式イベント
このソフトを使用した公式eスポーツイベント「eBASEBALL パワプロ・プロリーグ」がコナミと日本野球機構によって開催された。
- 2018-19シーズン
  - 2018年7月20日～8月5日　オンライン予選大会実施。
  - 2018年8月26日　ABCテレビにて西日本プロテスト実施。
  - 2018年9月1日　コナミ本社2F（コナミホール）にて東日本プロテスト実施。
  - 2018年9月29日　品川プリンスホテルにてeドラフト会議実施。
    - 東日本・西日本プロテスト実技審査と面接審査を選抜された36人から、実在のドラフト会議に近い形式（1・2巡目は入札抽選、3巡目はウェーバー方式）で所属チームを決定。

  - 2018年11月10日～12月2日　コナミホール（11月24日～25日のみイマジンスタジオ）にてeペナントレース（交流戦なしの総当たり戦）実施。
    - チーム3人が1対1形式（6イニング・延長なし）の個人戦を行う。上位3チームがeリーグ代表決定戦へ進出する。

  - 2018年12月16日　コナミホールにてeリーグ代表決定戦実施。
    - 実在のクライマックスシリーズ同様、ファーストステージ（1試合制）とファイナルステージ（eペナントレース優勝によるアドバンテージ1勝を含め2本先取制）の試合を行う。
    - チーム3人が3イニングごとに交代しながら9イニング（延長なし）を戦う。試合が引き分け場合、eペナント上位チームがステージ勝者となる。

  - 2019年1月12日　東京ビッグサイト・TFTホールにて「SMBC e日本シリーズ 2018-19」実施。
    - チーム3人が3イニングごとに交代しながら9イニング（9回以降タイブレーク）を戦う。
- 2019-20シーズン
  - 2019年7月22日～7月28日　オンライン予選大会実施。
    - 各球団は、2018-19シーズンに自球団チームに所属している選手3人のうち、最大2人に継続契約出来る。継続契約とならなかった選手は、オンライン予選大会（eペナント優勝チームはプロテストも）を免除された。

  - 2019年8月26日　西日本プロテスト実施。
  - 2019年8月31日　東日本プロテスト実施。
  - 2019年9月29日　eドラフト会議実施。
    - 2018-19シーズンのeペナント優勝チームの継続契約とならなかった選手、プロテストを選抜された選手、「eBASEBALL 全国中学高校生大会 -共同通信デジタル杯-」優勝チームの満15歳以上の選手から、実在のドラフト会議に近い形式で、各チームの継続契約選手の合わせ4人にするまで、所属チームを決定（ただし2018-19シーズンと異なり、ドラフトされなかった可能性があります）。

## 楽曲
オープニング曲「Brand New Sky」
作詞・歌：KOCHO  / 作曲：米須優太郎（KONAMI）  / 編曲：米須優太郎（KONAMI）、渡邊紀如（KONAMI）